# Ludwik Stańczykowski
Ludwik Leon Stańczykowski (ur. 24 grudnia 1904 w Smardzewicach, zm. w sierpniu 1979) – polski pisarz.

## Życiorys
Ludwik Stańczykowski ukończył w 1925 roku gimnazjum w Tomaszowie Mazowieckim i zdał w nim maturę. W 1932 roku uzyskał stopień magistra po studiach na Wydziale Filozofii Uniwersytetu Warszawskiego. Po ukończeniu dwa lata później studium pedagogicznego uzyskał dyplom nauczyciela szkół średnich. Do 1933 był członkiem Związku Młodzieży Polskiej „Zet”, a następnie członkiem Związku Patriotycznego.
Jeszcze w czasie studiów rozpoczął pracę jako nauczyciel i pracował na tym stanowisku do wybuchu wojny. Początkowo pracował w szkole powszechnej, później w szkole dokształcająco-zawodowej, potem w Gimnazjum L. Lorentza oraz w I Gimnazjum i Liceum Miejskim im. J. Sowińskiego w Warszawie.
Uczestniczył w organizacjach wiejskich. Od 1933 roku do 1939 roku był redaktorem „Siewu”, organu Centralnego Związku Młodzieży Wiejskiej oraz „Siewu Młodej Wsi”, organu Centralnego Związku Młodej Wsi. Był również Działaczem Związku Nauczycielstwa Polskiego, pełniąc funkcję sekretarza zarządu sekcji nauczycieli szkół średnich. 
Publikował w „Ogniwie”, w „Przewodniku Pracy Społeczno-Oświatowej”, „Przewodniku Wiejskim” i innych czasopismach. W latach 30. był redaktorem naczelnym pisma „Gimnazjum i Liceum” (do którego pisywał m.in. Tomasz Piskorski o harcerstwie).
Na stopień podporucznika rezerwy został mianowany ze starszeństwem z 1 stycznia 1933 i 4072. lokatą w korpusie oficerów piechoty. W 1934, jako oficer rezerwy pozostawał w ewidencji Powiatowej Komendy Uzupełnień Warszawa Miasto III. Posiadał przydział w rezerwie do 33 pułku piechoty w Łomży. Później został przeniesiony do korpusu oficerów taborowych i przydzielony do Kadry 3 dywizjonu taborów w Sokółce.
W kampanii wrześniowej walczył w taborach 33 Dywizji Piechoty. Dostał się do niewoli niemieckiej i przebywał w Oflagu VII A Murnau. Po uwolnieniu z obozu pracował w latach 1945–1948 jako nauczyciel języka polskiego w gimnazjum wojskowym 3 Dywizji Strzelców Karpackich  i 2 Korpusu Polskiego, a w latach 1948–1954 był polonistą w Gimnazjum i Liceum im. M. Kopernika w Anglii. Jako nauczyciel pracował w szkołach angielskich do 1970 roku.
Dużo pisał w polskich pismach na uchodźstwie, w tym fragmenty swoich książek, m.in. w „Wiadomościach” i londyńskim „Tygodniku Polskim”.

## Życie prywatne
W lipcu 1934 roku ożenił się w Zakopanem z Zofią Stojałkowską.

## Twórczość
- Płonąca wieś (1977)
- Chłopcy 1920 roku (1979)